# نور الدين بن عياد
نور الدين بن عياد ممثل كوميدي تونسي.

## أعماله

### مسلسلات
- حكايات منوّر
- خاطيني 1986
- العاصفة 1993
- غادة 1994
- الحصاد 1995
- يحب يستحسن 1997
- مال وأمال
- جاري يا حمودة 2004
- شي ينطّق 2005
- مابيناتنا 2007
- الأستاذ ملاك 2011
- فاميلية سي الطيب 2019
- صحن تونسي

### مسرحيات
- مسرحية كاتب عمومي
- مسرحية أولاد الحلال
- مسرحية درجح درجح يا درجيحة

### سكتشات
- سكاتش مسمار مصدد
- سكاتش حديقة الحيوانات
- سكاتش عركة وتسميع الكلام
- سكاتش ظاهرة العرافات
- سكاتش الكار الصفراء ومولاها

## روابط خارجية
- نور الدين بن عياد على موقع IMDb (الإنجليزية)
- نور الدين بن عياد على موقع قاعدة بيانات الأفلام العربية